# Christoph Siebert

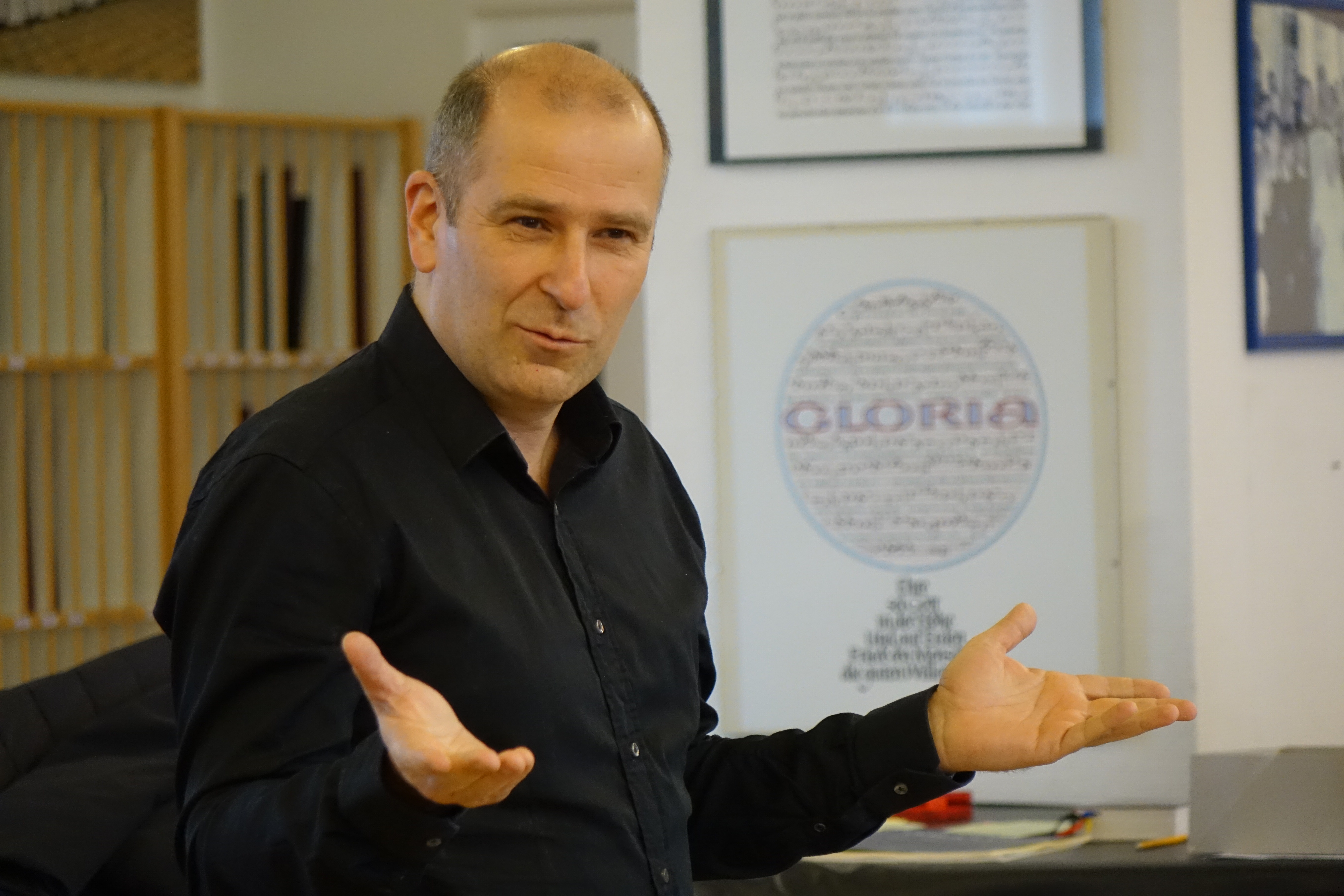
Christoph Siebert, 2017

Christoph Siebert (* 1965 in Köln) ist ein deutscher Chorleiter und Hochschullehrer. An der Hochschule für Musik und Darstellende Kunst in Frankfurt am Main ist er Lehrbeauftragter für Chorleitung.

## Studium
Christoph Siebert studierte Kirchenmusik und Chorleitung an der Musikhochschule Frankfurt bei Edgar Krapp (Orgel) und Wolfgang Schäfer (Chorleitung). Weiterführende Studien führten ihn zu John Eliot Gardiner nach London.

## Karriere
Neben seiner kirchenmusikalischen Tätigkeit in der katholischen Pfarrgemeinde Schwalbach am Taunus leitet Siebert mehrere Chöre im Rhein/Main-Gebiet, darunter den Ricarda-Huch-Chor in Dreieich, das Vokalensemble Prophet in Offenbach, und den Kammerchor Cantemus in Bensheim. Seit Juli 2020 ist Christoph Siebert zudem künstlerischer Leiter des Bach-Vereins Köln und seit Januar 2025 auch künstlerischer Leiter des Bachchors Mainz. Darüber hinaus arbeitet er regelmäßig mit professionellen Ensembles, wie etwa dem Deutschen Kammerchor und Collegium Vocale Gent, dessen offizieller Chorleiter er ist. 
Christoph Siebert leitete bereits renommierte Ensembles und Orchester, wie zum Beispiel die Deutsche Kammerphilharmonie Bremen, das Freiburger Barockorchester oder La Chapelle Royale. Daneben war Siebert an vielen Produktionen namhafter Dirigenten beteiligt, darunter Philippe Herreweghe, John Eliot Gardiner, René Jacobs, Simon Rattle, Paavo Järvi, Marcus Creed, Iván Fischer, Sir Neville Marriner, Frans Brüggen, Yannick Nézet-Séguin und Andrés Orozco-Estrada. Mit concerto classico frankfurt gründete Christoph Siebert ein auf historischen Instrumenten musizierendes Orchester, dessen Repertoire sich vorwiegend auf Werke der Musikepochen Barock und Klassik konzentriert.